# San Vicente (Antioquia)
San Vicente is een gemeente in het Colombiaanse departement Antioquia. De gemeente telt 19.273 inwoners (2005).